# Gustav Naan
Gustav Naan (russisch Густав Иоганнович Наан; * 17. Mai 1919 bei Wladiwostok, Russische SFSR; † 12. Januar 1994 in Tallinn) war ein estnischer Physiker und Philosoph.

## Leben
Gustav Naan wurde in einem Dorf der Region Primorje in einer Familie estnischer Umsiedler geboren. Er absolvierte die Leningrader Staatliche Universität im Jahr 1941. Im Zweiten Weltkrieg war er auf sowjetischer Seite als Partisan aktiv und wurde 1943 Mitglied der Kommunistischen Allunions-Partei (Bolschewiki) (KAUP). Nach dem Krieg kehrte er nach Estland zurück. Als loyaler Kommunist und Absolvent der Höheren Parteischule der KAUP (b) (1946), veröffentlichte er eine Reihe von polemischen stalinistischen Artikeln. Er betrachtete die Geschichte Estlands aus orthodox kommunistischer Sicht, beispielsweise in „Eesti kodanlike natsionalistide ideoloogia reaktsiooniline olemus“ („Das reaktionäre Wesen der Ideologie der bürgerlichen Nationalisten“, 1947). Naan war Direktor des Instituts der Geschichte der Akademie der Wissenschaften der Estnischen SSR (1950–1951) und danach Vizepräsident der Akademie der Wissenschaften der Estnischen SSR (1951–1964). Seit 1964 arbeitete Naan im estnischen Institut der Astrophysik und Atmosphärenphysik. Er veröffentlichte Theorien in Kosmologie, Kybernetik und insbesondere Demografie, darunter auch zu damaligen Tabu-Themen (die wachsenden Scheidungsraten,  Sexualität). Er behauptete später, er sei auch einer der Ersten gewesen, der in der Sowjetunion die Relativitätstheorie stützte, als die sowjetischen Machthaber die Theorie noch als Pseudowissenschaft abtaten. Er vertrat die Hypothese eines symmetrischen Universums, gemäß dem neben dem bekannten Universum ein Universum aus Antimaterie besteht.
Gustav Naan war von 1966 bis 1989 Chefredakteur von Eesti Nõukogude Entsüklopeedia („Estnische Sowjetische Enzyklopädie“).
Naans Artikel, die er insbesondere in den 1970er Jahren in populärwissenschaftlichen Zeitschriften veröffentlichte, machten ihn in Estland bekannt. Als jedoch die estnische Öffentlichkeit während der Perestroika-Ära für die Liberalisierung des sowjetischen Regimes und die Unabhängigkeit Estlands eintrat, unterstützte Naan erstarrte prosowjetische politische Positionen. Er war ein entschiedener Gegner der Unabhängigkeitsbewegung (der damals sehr populären Estnischen Volksfront) und unterstützte die Interfront, die bei den Esten äußerst unpopulär war. Seine politischen Meinungsäußerungen wurden auch in der Prawda veröffentlicht (z. B. der abwertende Artikel „Von den Füßen auf den Kopf“ („С ног на голову“ bzw. „Kõik pea peale“), der 1988 als eine Reaktion auf die „Deklaration über die Souveränität“ (16. November 1988) durch den Obersten Sowjet der Estnischen SSR folgte). Infolge seines prosowjetischen Engagements verlor Naan seinen Einfluss in der estnischen Öffentlichkeit und wurde nur noch als ein alter „Erzstalinist“ erwähnt.
Naans Sohn, der ebenso Gustav heißt, ist heutzutage ein Unternehmer in Russland, sein Enkel Deniss Naan lebt in Moskau und ist ein bekannter Popmusiker.

## Werke
- Gustav Naan: Über die Freiheit der nationalen Entwicklung. Akademie-Verlag,  Berlin 1956